# Fortune (album)
Fortune este cel cincilea album de studio al cântărețului Chris Brown, lansat pe 3 iulie 2012. A debutat în vârful clasamentului Billboard 200, dar a primit recenzii negative din partea criticilor. „Strip”, în colaborare cu Kevin McCall, a fost lansat ca buzz single, „Turn Up the Music” este recunoscută drept piesa principală a albumului, iar „Sweet Love”, „Till I Die”, „Don't Wake Me Up” și „Don't Judge Me” sunt celelalte single-uri ale albumului. Pentru a-și promova albumul, Chris Brown a susținut mai multe concerte în Europa, Africa, Asia, și Trinidad, toate în cadrul turneului Carpe Diem.

## Lista melodiilor
| Nr. | Titlu                                                 | Autor(i) | Producător(i)                                              | Lungime |  |
| 1.  | „Turn Up the Music”                                   | Chris Brown Harvey Mason, Jr. Damon Thomas Alexander "Fuego" Palmer Michael "Mike J" Jimenez Terence Coles                                                                                       | The Underdogs Fuego                                        | 3:48    |  |
| 2.  | „Bassline”                                            | Brown Andrew "Pop" Wansel David Johnson Warren "Oak" Felder Ronald "Flippa" Colson Robert Calloway Andrea Simms                                                                                  | @PopWansel @Dayvijae (co.)                                 | 3:59    |  |
| 3.  | „Till I Die” (featuring Big Sean and Wiz Khalifa)     | Brown Nathaniel "Danja" Hills Marcella Araica Sean Anderson Cameron Thomaz | Danja                                                      | 3:56    |  |
| 4.  | „Mirage” (featuring Nas)                              | Brown Harmony Samuels Eric Bellinger Kevin "K-Mac" McCall Nasir Jones | Harmony AKA H-Money                                        | 4:17    |  |
| 5.  | „Don't Judge Me”                                      | Brown Nasri Atweh Adam Messinger | The Messengers                                             | 4:00    |  |
| 6.  | „2012”                                                | Brown Adonis Shropshire Robert Newt Brown McCall Meshawn Jones | Adonis McCall (co.)                                        | 4:08    |  |
| 7.  | „Biggest Fan”                                         | Brown Andrew Harr, Jermaine Jackson Andre Davidson, Sean Davidson Amber Streeter | The Runners The Monarch (co.)                              | 3:59    |  |
| 8.  | „Sweet Love”                                          | Brown Jamal "Polow da Don" Jones Jason "JP" Perry Greg Curtis Cory Marks Tommy Doyle, Jr. | Polow da Don Perry                                         | 3:20    |  |
| 9.  | „Strip” (featuring Kevin McCall)                      | Brown McCall Streeter J. Lonny Bereal Christopher Whitacre Justin Henderson | Tha Bizness                                                | 2:47    |  |
| 10. | „Stuck on Stupid”                                     | Brown Brian "BK" Kennedy Dante Jones Dewain Whitmore | Kennedy D. Jones (co.)                                     | 3:59    |  |
| 11. | „4 Years Old”                                         | Brown I. Ali J. Jones Tommy Hitz Samuel Jean | Polow da Don Hitz                                          | 3:49    |  |
| 12. | „Party Hard / Cadillac (Interlude)” (featuring Sevyn) | Brown Kennedy Matthew Samuels Streeter Whitmore Jr. Shirley Murdock Larry Troutman Roger Troutman                                                                                                | Kennedy Boi-1da Brown                                      | 5:14    |  |
| 13. | „Don't Wake Me Up”                                    | Brown Jean-Baptiste Ryan Buendia Michael McHenry Nick "Free School" Mash William Orbit Alain Whyte Kennedy Priscilla "Priscilla Renea" Hamilton Marco "Benny" Benassi Allessandro "Alle" Benassi | Benny Benassi Alle Benassi Free School Orbit Kennedy (co.) | 3:42    |  |
| 14. | „Trumpet Lights” (featuring Sabrina Antoinette)       | Brown J. Jones Jerome "J Roc" Harmon | Polow da Don Harmon (co.)                                  | 3:47    |  |

## Legături externe
- Site web oficial
- Fortune la Metacritic